# Bouvigny-Boyeffles
Bouvigny-Boyeffles là một xã của tỉnh Pas-de-Calais, thuộc vùng Hauts-de-France, miền bắc nước Pháp.

## Dân số
| 1962                                                           | 1968 | 1975 | 1982 | 1990 | 1999 | 2005 |
| -------------------------------------------------------------- | ---- | ---- | ---- | ---- | ---- | ---- |
| 1869                                                           | 1927 | 2049 | 2216 | 2317 | 2439 | 2581 |
| Census count starting from 1962: Population without duplicates |      |      |      |      |      |      |